# Lophocampa fasciata
Lophocampa fasciata är en fjärilsart som beskrevs av Augustus Radcliffe Grote 1867. Lophocampa fasciata ingår i släktet Lophocampa och familjen björnspinnare. Inga underarter finns listade i Catalogue of Life.

## Bildgalleri

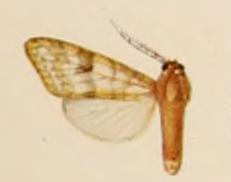